# دهستان لوندویل
دهستان لوندویل (لَوَندُئور)  یکی از دهستان‌های استان گیلان است که در بخش لوندویل شهرستان آستارا واقع شده‌است.

## دهستان لوندویل
دهستان لوندویل به همراه دهستان چلوند جزو بخش لوندویل  شهرستان آستارا می‌باشند که نزدیک به از ۱/۴ جمعیت شهرستان آستارا را شامل می‌شود.

## روستاهای دهستان لوندویل
دهستان چلوند روستاهای آستارا از قبیل سیبلی ،  کانرود ،  قنبرمحله ، سرالیوه ، خسرومحله ، خلیفه حیاطی ، عزیربیگ حیاطی ، کرده سرا ،  کانرود ، دیله را شامل می‌شود.